# Heshen
Heshen, även stavat Hešen, född 1 juli 1750 i Peking, död 22 februari 1799 i Peking, var en manchuisk ämbetsman, poet och gunstling till Qianlong-kejsaren, som vann betydande inflytande under den senare delen av kejsarens regeringstid.
Heshen var son till Changbao från Niuhuru-klanen och tillhörde den rena röda fanan i de åtta fänikorna. Han tog den lägsta examen (xiucai) i det kejserliga examensväsendet och 1769 ärvade han sin fars aristokratiska rang, "kommendör över de lätta vagnarna" (manchuiska: adaha hafan; kinesiska: 輕車都尉). 1772 blev han utnämnd till kejserlig livvakt av tredje graden vid Qianqing-porten i Förbjudna staden. Av okända skäl lyckades han tilldra sig Qianlong-kejsarens uppmärksamhet och från omkring år 1775 åtnjöt han kejsarens fullkomliga förtroende och gjorde en kometkarriär i hovet och den kejserliga förvaltningen. På grund av kejsarens tilltagande senilitet fick han ett stort inflytande över regeringen och lyckades berika sig på grund av sin ställning. Heshen spelade en viktig roll under George Macartneys besök i Kina 1793.
Heshen bibehöll sitt inflytande även sedan Qianlong abdikerat till förmån för sin son, Jiaqing-kejsaren, men när Qianlong avled den 7 februari 1799 arresterades han och tilläts ta livet av sig som en kejserlig ynnest. Enligt den utredning som följde hade Heshen tillskansat sig tillgångar till ett värde av 80 miljoner tael silver.
Heshen efterlämnade en poesisamling (嘉樂堂詩集), i vilken den sista dikten skrevs under fängelsevistelsen.